# برت اسپردبری
برت اسپردبری (انگلیسی: Bert Spreadbury؛ ۳۰ آوریل ۱۸۹۲ – ۱۹ نوامبر ۱۹۵۶) بازیکن فوتبال اهل بریتانیا بود.
از باشگاه‌هایی که در آن بازی کرده‌است می‌توان به باشگاه فوتبال برنتفورد اشاره کرد.